# تاريخ العملة الأسترالية
قبل الاستعمار الأوروبي، كانت مجتمعات السكان الأصليين الأستراليين الأوائل تتاجر باستخدام أشياء مثل الأدوات، الطعام، المغر، الأصداف، المواد الخام، والقصص، على الرغم من عدم وجود دليل على استخدام العملات.
بعد الاستعمار في 26 يناير 1788، أصبحت نيو ساوث ويلز مستعمرة بريطانية، زودت بالعملة الإنجليزية لاستخدامها في التداول الرسمي، على الرغم من أن العرض كان غير كاف واللجوء إلى أشكال بديلة من التبادل. نشأت العملة الوطنية الأسترالية في عام 1910، باسم الجنيه الأسترالي، والذي تحول إلى النظام العشري في عام 1966 باسم الدولار الأسترالي.
منذ أوائل القرن التاسع عشر وحتى عام 1971، كان سعر صرف العملة الأسترالية ثابتًا مقابل الجنيه الإسترليني. وبعد حل اتفاقية بريتون وودز في عام 1971، ظل سعر صرف الدينار مرتبطاً بالدولار الأميركي حتى تم تثبيته في عام 1974 على مؤشر مرجح للتجارة. في عام 1976، تغير هذا من "ربط صارم" إلى "ربط زاحف"، وهو ما يعني أن سعر الصرف كان يتغير بشكل أكثر تكرارا. في عام 1983، تحولت أستراليا إلى سعر صرف عائم حر.

## التجربة الأسترالية المبكرة
أقيمت أول مستوطنة أوربية دائمة في أستراليا في 26 يناير 1788 في بورت جاكسون (سيدني، نيو ساوث ويلز حاليًا). كان أحد أهم الأخطاء البريطانية أثناء الاستعمار هو توفير العملات المعدنية الكافية للمستعمرة الجديدة. في نوفمبر 1788، طلب الحاكم فيليب تحويل الأموال من إنجلترا، وفي عام 1792 وصلت Kitty ومعها ما يقرب من 4500 دولار إسباني. ومع ذلك، غادرت الدولارات المستعمرة ببطء حيث استخدمت لدفع ثمن البضائع التي جلبتها السفن الزائرة.
بالكاد تمكنت مستعمرة نيو ساوث ويلز من النجاة من سنواتها الأولى، واهملت إلى حد كبير طوال ربع القرن التالي، بينما كانت الحكومة البريطانية منشغلة حتى عام 1815 بالحروب النابليونية. وبسبب نقص أي نوع من أنواع المال، كانت الوسيلة الحقيقية للتبادل خلال السنوات الخمس والعشرين الأولى من الاستيطان هي الروم، وكان الوصول إليه خاضعًا لسيطرة ضباط فيلق نيو ساوث ويلز، الذين استفادوا أكثر من الوصول إلى الأراضي والسلع المستوردة.
كان من الضروري تداول عملات أجنبية مختلفة في المستعمرة، وفي عام 1800، وفي محاولة لإضفاء بعض النظام على الاقتصاد، أصدر الحاكم فيليب جيدلي كينج إعلانًا يحدد قيمة العملات الأجنبية المختلفة في المستعمرة، على الرغم من أن هذا الإعلان لم يحل المشكلة. خلال هذه الفترة، ولحماية الوصول المربح إلى الروم المستورد، فضلاً عن المظالم الأخرى، عزل الضباط، الذين أصبحوا معروفين باسم فيلق الروم ، الحاكم في مواجهة في عام 1808، يشار إليها باسم ثورة الروم. واستدعاء فيلق نيو ساوث ويلز بعد فترة وجيزة. وإلا فإن النقص في العملات المعدنية استمر. على سبيل المثال، بين عامي 1811 و1816، دفع الحاكم لاكلان ماكواري للمقاولين الذين بنوا مستشفى سيدني 200,000 لتر (54,000 غال-أمريكي) المياه. من الروم، ثم زادت الكمية لاحقًا إلى 270,000 لتر (72,000 غال-أمريكي).

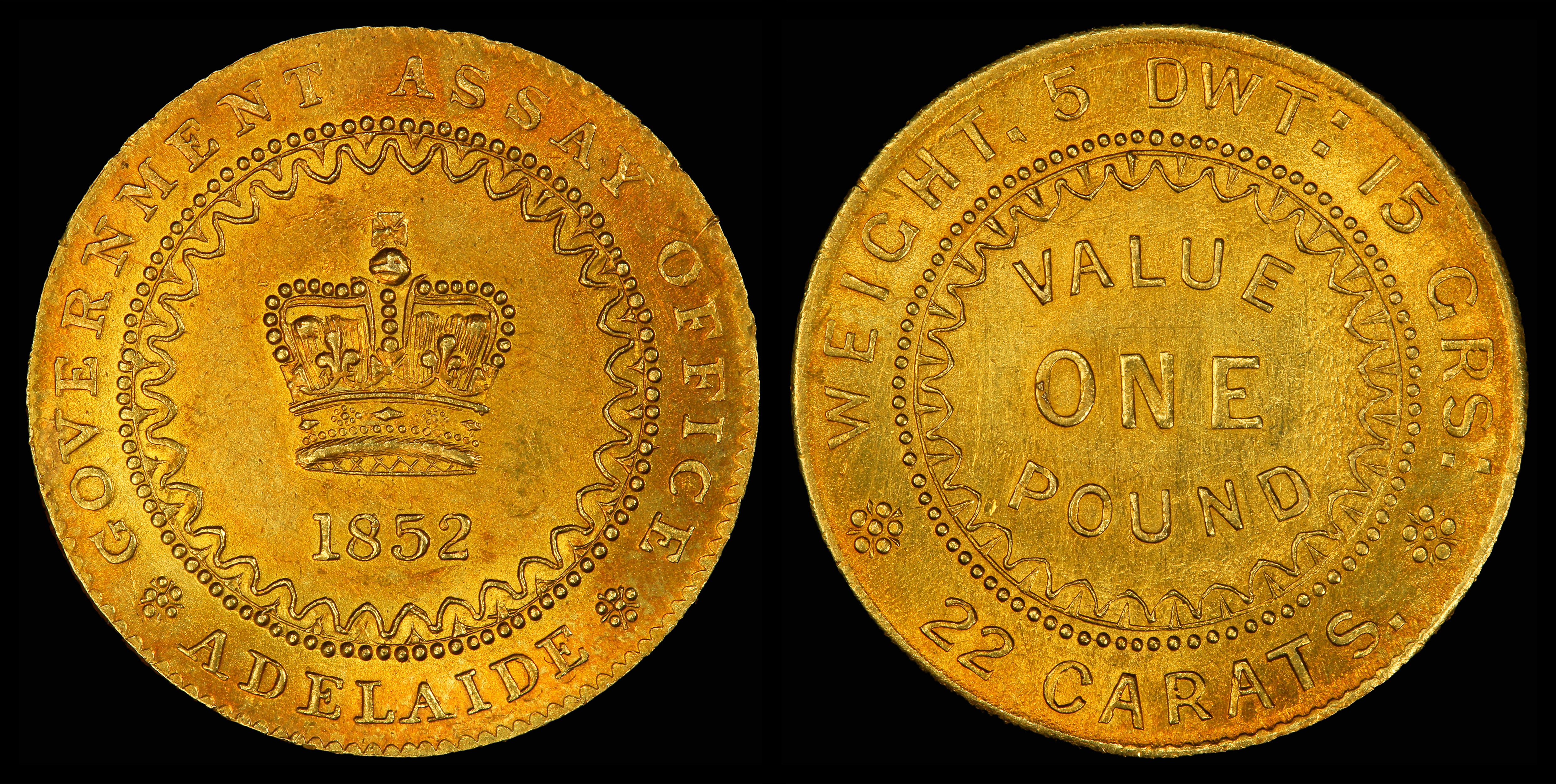
يبلغ وزن جنيه أديلايد لعام 1852 في المتوسط، وبدرجة نعومة 0.9170 يبلغ وزنه من الذهب فيه.

صدرت أول عملة معدنية من قبل المستعمرة في عام 1813، عندما أمر الحاكم ماكواري بإصدار منتصف مبلغ 10,000 جنيه إسترليني ، أي ما يعادل 967,132$ في 2022، بالدولارات الإسبانية التي أرسلتها الحكومة البريطانية. أدت هذه العملية إلى إنشاء جزأين: عملة صغيرة، والتي أطلق عليها اسم " المكب"، وحلقة، والتي أطلق عليها اسم " الدولار المثقوب". كان الدولار المثقوب يساوي خمسة شلنات (ربع جنيه إسترليني)، وكان الدولار المثقوب يساوي شلنًا وثلاثة بنسات (أو ربع دولار مثقوب). وكان هدف هذه العملية هو الاحتفاظ بالعملات المعدنية في نيو ساوث ويلز، حيث أنها ستكون بلا قيمة في أي مكان آخر. في عام 1817، أسس أول بنك، وهو بنك نيو ساوث ويلز، والذي أصدر أوراقًا نقدية خاصة مقومة بالجنيه الإسترليني. لم يكن قبول هذه الأوراق النقدية الخاصة كعملة قانونية إلزاميًا، على الرغم من استخدامها وقبولها على نطاق واسع.
في عام 1825، صدر مرسوم إمبراطوري بهدف إدخال العملة المعدنية الإسترليني إلى جميع المستعمرات البريطانية. وكان ذلك بسبب إدخال معيار الذهب في المملكة المتحدة في عام 1816، وانخفاض المعروض من الدولارات الإسبانية، بسبب الثورات التي حدثت في المستعمرات الإسبانية في أمريكا الجنوبية. سكت معظم الدولارات المستخدمة في ليما، مكسيكو سيتي، وبوتوسي، والتي أصبحت جزءًا من جمهوريات أمريكا اللاتينية الجديدة، المستقلة عن إسبانيا.
في 17 ديسمبر، شحن ما قيمته 30 ألف جنيه إسترليني من التاج الإسترليني، نصف التاج، الشلن، والستة بنسات إلى نيو ساوث ويلز لاستخدامها كعملة. يمكن استبدال العملات الفضية بأوراق النقد الصادرة عن المفوضية والتي يمكن استبدالها بعملات ذهبية بريطانية، مما أدى إلى إنشاء معيار لتبادل الذهب. اتخذت الحكومة خطوات لتشجيع استخدام العملات الجنيه الإسترليني من خلال خفض القيمة التبادلية للدولار تدريجيا. بحلول أغسطس 1829، استورد 55000 جنيه إسترليني، أي ما يعادل 7,137,838 في 2022، والأمر اكتمل بعدم استلام أي عملات أجنبية في المدفوعات الرسمية. طال أمد عملية الانتقال بسبب النزاعات الصناعية، ولكنها اكتملت في نهاية المطاف بحلول منتصف ثلاثينيات القرن التاسع عشر.
في عام 1852، أصدر مكتب التحليل الحكومي في أديلايد عملات معدنية من فئة الجنيه الذهبي. كانت هذه العملات تزن أكثر بقليل من العملات السيادية . بعد اكتشاف الذهب في أستراليا، افتتحت دار سك العملة الملكية فروعًا لها في أستراليا. افتتحت دار سك العملة في سيدني عام 1854 وأصدرت نصف العملات السيادية والسيادية، وبدأت دار سك العملة في ملبورن الإنتاج عام 1872. سكت العديد من العملات الذهبية في أستراليا لاستخدامها في الهند كجزء من خطة تهدف إلى أن تصبح العملة الذهبية هي العملة الإمبراطورية. ولكن في النهاية، كانت الهند قد أصبحت متمسكة بنظام الروبية إلى حد كبير، ولم تخرج العملات الذهبية التي حصلت عليها الخزانة في الهند من الخزائن على الإطلاق.

## حالة العملة في الاتحاد
في الاتحاد عام 1901 ولفترة بعد ذلك، كانت العملة المستخدمة في المستعمرات الأسترالية التي أصبحت ولايات تتكون من العملات الفضية والنحاسية البريطانية، والجنيهات الذهبية الأسترالية المسكوكة (بقيمة 1 جنيه إسترليني) ونصف الجنيهات، ورموز التجارة النحاسية المسكوكة محليًا (قمعت في عام 1881، كما ذكر البعض في وقت سابق.) والأوراق النقدية الخاصة. بالإضافة إلى ذلك، أصدرت حكومة كوينزلاند سندات الخزانة (1866-1869) والأوراق النقدية (1893-1910) والتي كانت بمثابة مناقصة قانونية في كوينزلاند؛ وأصدرت حكومة نيو ساوث ويلز سلسلة محدودة من سندات الخزانة في عام 1893. افتتح دار سك العملة في بيرث عام 1899، حيث كان عمال مناجم الذهب يودعون ذهبهم الخام لصنع العملات الذهبية.

## العملة الوطنية

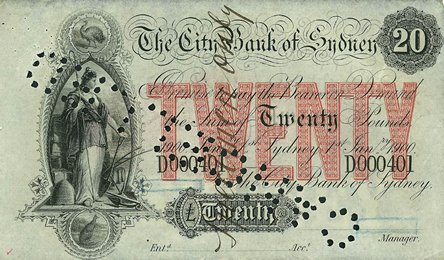
ألغى بنك مدينة سيدني في أستراليا تداول الأوراق النقدية بقيمة 20 جنيهًا إسترلينيًا

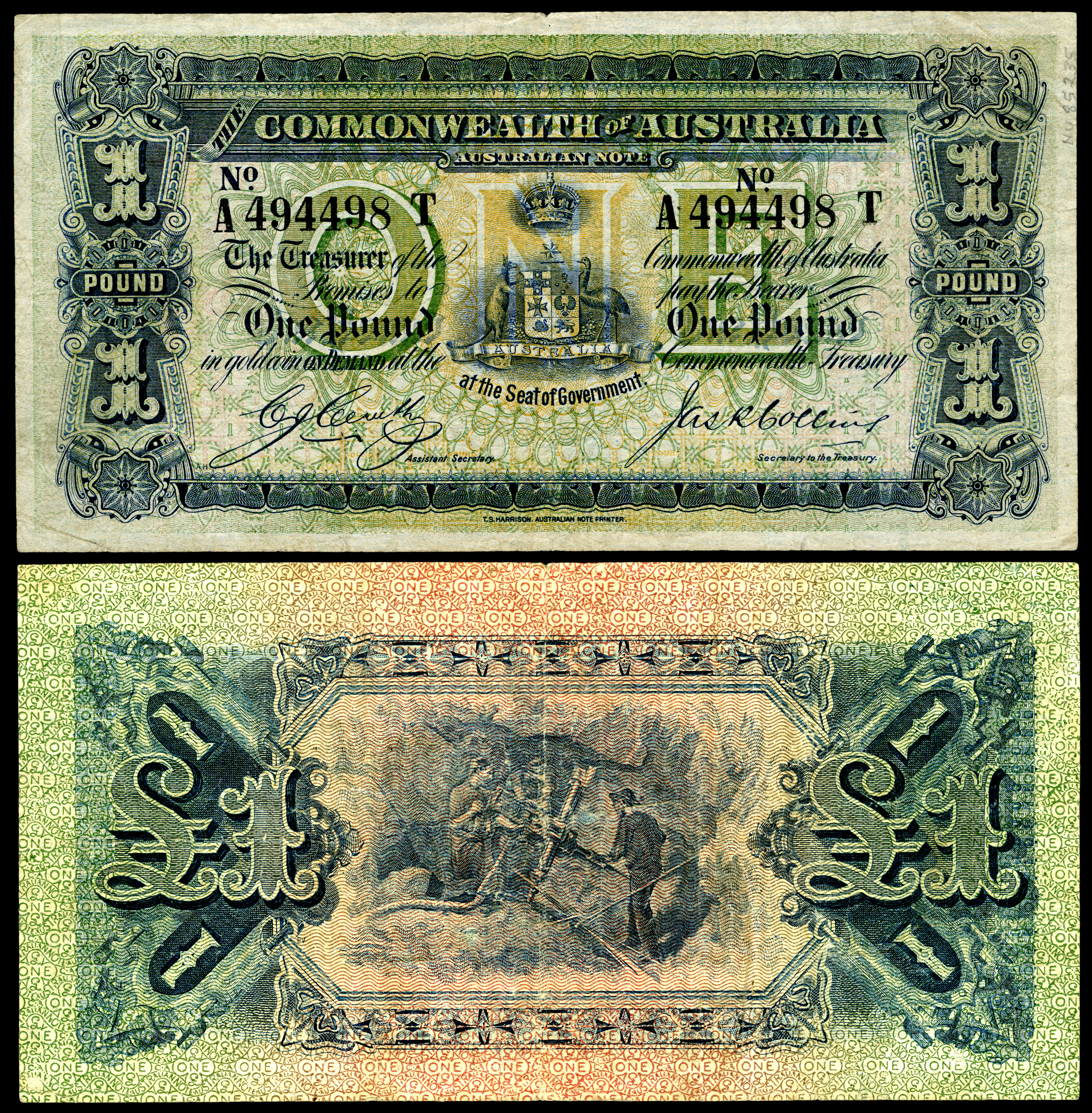
كومنولث أستراليا، جنيه واحد (1918).

في سبتمبر 1910، تولت حكومة حزب العمال الفيدرالية برئاسة رئيس الوزراء أندرو فيشر السلطة على المسائل المتعلقة بالعملة، وأقرت قانون الأوراق النقدية الأسترالية، الذي أدخل عملة وطنية، وهي الجنيه الأسترالي. مثل الجنيه الإسترليني، قُسم الجنيه الأسترالي إلى 20 شلنًا وقُسم كل شلن إلى 12 بنسًا، مما يجعل الجنيه يساوي 240 بنسًا. كما حظر القانون تداول جميع الأوراق النقدية الحكومية وألغى تداولها، مما منح السيطرة الكاملة على إصدار الأوراق النقدية الأسترالية لخزانة الكومنولث.
وكإجراء انتقالي استمر ثلاث سنوات، توفرت نماذج أوراق نقدية فارغة من 16 بنكًا للحكومة في عام 1911 لطباعتها واستبدالها بالذهب، وإصدارها باعتبارها أوراق النقد الأولى للكومنولث. وطبعت وزارة الخزانة بعض هذه الأوراق النقدية، وتداولت كأوراق نقدية أسترالية حتى أصبحت التصميمات الجديدة جاهزة لأول أوراق نقدية تصدرها الحكومة الفيدرالية الأسترالية، والتي بدأت في عام 1913.
كما أُقرر "قانون ضريبة الأوراق النقدية" في عام 1910، والذي فرض ضريبة بنسبة 10% سنويًا على جميع الأوراق النقدية الصادرة أو المعاد إصدارها من قبل أي بنك في الكومنولث بعد بدء سريان هذا القانون، والتي لم تسترد: هذه الضريبة جعلت إنتاج العملة الخاصة في أستراليا غير قابل للتطبيق، وأنهت استخدامها فعليًا. الغي قانون ضريبة الأوراق النقدية بموجب قانون بنك الكومنولث لعام 1945، والذي حظر رسميًا إنتاج العملات الخاصة، وفرض غرامات على القيام بذلك.
في عام 1920، أقرت وزارة هيوز القومية قانون بنك الكومنولث لعام 1920 الذي ألغى قانون الأوراق النقدية الأسترالية، ونقل سلطة إصدار الأوراق النقدية من وزارة الخزانة إلى بنك الكومنولث. في عام 1960، انتقلت مسؤولية طباعة الأوراق النقدية إلى بنك الاحتياطي الأسترالي (RBA). يقوم بنك الاحتياطي الأسترالي بإنتاج الأوراق النقدية البوليمرية الأسترالية منذ عام 1988. تحول فرع طباعة الأوراق النقدية التابع لها إلى شركة مساهمة في يوليو 1998، تحت اسم Note Printing Australia، وهي الآن شركة تابعة مملوكة بالكامل لبنك الاحتياطي الأسترالي.
في البداية، كان الجنيه الأسترالي منفصلاً رسميًا في القيمة عن الجنيه الإسترليني البريطاني، ولكن السياسة النقدية الأسترالية كانت تهدف إلى تثبيت قيمته مقابل الجنيه الإسترليني عند مستوى التكافؤ. وبناء على ذلك، ظلت أستراليا ملتزمة بمعيار الذهب طالما ظلت بريطانيا ملتزمة به. في عام 1914، أُزيل الجنيه الإسترليني من معيار الذهب. عادت أستراليا إلى معيار الذهب في عام 1925 بالاشتراك مع المملكة المتحدة وجنوب أفريقيا. وكما كان الحال في المملكة المتحدة، لم يكن هناك عودة إلى معيار العملات الذهبية، بل إدخال معيار السبائك الذهبية. أدى هذا مرة أخرى إلى تثبيت الجنيه الأسترالي رسميًا عند مستوى التكافؤ مع الجنيه الإسترليني. إن العودة إلى معيار الذهب، بالتزامن مع تعادله مع الجنيه الإسترليني، أدى فجأة إلى زيادة قيمة الجنيه الأسترالي (بسبب السعر الاسمي للذهب)، الأمر الذي أطلق العنان لضغوط انكماشية ساحقة. كان للتضخم الأولي في عام 1914 والانكماش اللاحق في عام 1926 آثار اقتصادية بعيدة المدى في جميع أنحاء الإمبراطورية البريطانية وأستراليا والعالم. في عام 1929، كإجراء طارئ أثناء فترة الكساد الأعظم، تركت أستراليا معيار الذهب، مما أدى إلى انخفاض قيمة عملتها مقابل الجنيه الإسترليني. خفضت بريطانيا قيمة الجنيه الإسترليني مقابل الذهب في عام 1931. طبقت مجموعة متنوعة من ربطات الجنيه الإسترليني حتى ديسمبر 1931، عندما حددت الحكومة سعرًا قدره جنيه إسترليني واحد. 1 يساوي 16 شلنًا إسترلينيًا.
خلال الحرب العالمية الثانية، أنتجت اليابان أوراقًا نقدية، بعضها مقوم بالجنيه الإسترليني، لاستخدامها في دول المحيط الهادئ المخصصة للاحتلال. نظرًا لأن أستراليا لم تكن محتلة أبدًا، لم تُستخدم عملة الاحتلال هناك، ولكن استخدمت في الأجزاء المحتلة من الأراضي الأسترالية آنذاك في بابوا وغينيا الجديدة.
في عام 1949، عندما خفضت المملكة المتحدة قيمة الجنيه الإسترليني مقابل الدولار الأمريكي، اتبع رئيس الوزراء الأسترالي ووزير الخزانة بن تشيفلي نفس النهج حتى لا يصبح الجنيه الإسترليني مبالغًا في قيمته في بلدان منطقة الجنيه الإسترليني التي كانت أستراليا تجري معها معظم تجارتها الخارجية في ذلك الوقت. مع انخفاض قيمة الجنيه الإسترليني من 4.03 دولار أمريكي إلى 2.80 دولار أمريكي، انخفض الجنيه الأسترالي من 3.224 دولار أمريكي إلى 2.24 دولار أمريكي، وهو انخفاض في القيمة بنسبة 30%.

## العشرية
في فبراير 1959، عينت حكومة الكومنولث لجنة العملة العشرية للتحقيق في مزايا وعيوب العملة العشرية، وإذا كانت العملة العشرية هي المفضلة، فيجب تحديد وحدة الحساب وفئات العملة الفرعية الأكثر ملاءمة لأستراليا، وطريقة التقديم والتكلفة المترتبة على ذلك. قدمت اللجنة تقريرها في أغسطس 1960 وأوصت بأن يكون تاريخ تطبيق النظام الجديد هو ثاني يوم اثنين من شهر فبراير 1963. في يوليو 1961، أكدت الحكومة دعمها لنظام العملة العشري، ولكنها اعتبرت أنه من غير المرغوب فيه اتخاذ قرارات نهائية بشأن الترتيب التفصيلي الذي سيكون ضروريًا لإحداث التغيير. في 7 أبريل 1963، أعلنت الحكومة أنه سيُقدم نظام العملة العشرية إلى أستراليا في أقرب تاريخ ممكن، وحددت فبراير 1966 كتاريخ مبدئي للتغيير.
في 14 فبراير 1966، استبدل الجنيه الأسترالي بالدولار الأسترالي بسعر صرف جنيه إسترليني. 1 يساوي A$2 . يتكون الدولار من مائة سنت.
بموجب معدل التحويل التنفيذي، جنيه إسترليني أ عُين 1 كمعادل لـ A$2. وهكذا، أصبحت العشرة شلنات A$1 ، وأصبحت الشلنة الواحدة تساوي 10 سنتات. كان معدل التحويل يمثل مشكلة بالنسبة للبنس ما قبل العشري لأن الشلن كان مقسمًا إلى اثني عشر بنسًا.
حولت المبالغ الأقل من شلن على النحو التالي:
| بنس                   | تحويل دقيق | التحويل الفعلي |
| --------------------- | ---------- | -------------- |
| د                     | ج          | 0.417 ج        |
| د                     | ج          | 5ج             |
| 6د                    | 5ج         | 5ج             |
| 12 يومًا (ثانية واحدة) | 10 سنتات   | 10 سنتات       |

عندما استبدلت الجنيهات، الشلن، والبنسات (£sd) بالعملة العشرية في 14 فبراير 1966، اقترح العديد من الأسماء للعملة الجديدة. في عام 1963، أراد رئيس وزراء أستراليا آنذاك، روبرت مينزيس، وهو ملكي، تسمية العملة بالجنيه الإسترليني الملكي. وشملت الأسماء المقترحة الأخرى من مسابقة التسمية العامة اقتراحات أكثر غرابة مثل الأسترالي، الأوز، البومر، الرو، الكانجا، الإيمو، الكوالا، الحفار، الزاك، الكويد، الدينكوم، والمينج (لقب مينزيس). أدى تأثير مينزيس إلى اختيار التصميمات الملكية، وإعدت التصاميم التجريبية وطباعتها بواسطة بنك الاحتياطي الأسترالي. أعلن وزير الخزانة الأسترالي ورئيس الوزراء المستقبلي هارولد هولت هذا القرار في البرلمان في 5 يونيو 1963. ستقسم العملة الملكية إلى 100 سنت، ولكن سيحتفظ بالأسماء الموجودة وهي الشلن، الفلورين، والتاج بالنسبة للعملات المعدنية من فئة 10 سنتات، 20 سنتًا، و50 سنتًا على التوالي. ثبت أن اسم العملة الملكية غير مرغوب فيه للغاية، حتى أن هولت وزوجته تلقيا تهديدات بالقتل. وفي 24 يوليو/تموز، أبلغ هولت مجلس الوزراء أن القرار كان "خطأ فادحا" وسوف يحتاج إلى إعادة النظر فيه. في 18 سبتمبر، أبلغ هولت البرلمان أن الاسم سيكون الدولار، بقيمة 100 سنت.

## الدولار الأسترالي
عندما كانت أستراليا جزءًا من منطقة الجنيه الإسترليني ذات سعر الصرف الثابت، كان سعر صرف الدولار الأسترالي ثابتًا مقابل الجنيه الإسترليني بمعدل 1 دولار أسترالي = 8 شلنات بريطانية (2.50 دولار أسترالي = 1 جنيه إسترليني). في عام 1967، غادرت أستراليا فعليًا منطقة الجنيه الإسترليني، عندما خُفض قيمة الجنيه الإسترليني مقابل الدولار الأمريكي ولم يتبع الدولار الأسترالي نفس النهج. وبدلاً من ذلك، في عام 1971، ربطت أستراليا الدولار الأسترالي بالدولار الأمريكي بمعدل 1 دولار أسترالي = 1.12 دولار أمريكي.
منذ عام 1969، أنتجت دار سك العملة الملكية الأسترالية في كانبيرا جميع العملات الأسترالية. حتى عام 1970، كانت دور سك العملة في ملبورن وبيرث تعمل تحت سلطة دار سك العملة الملكية، كما كانت دار سك العملة في سيدني حتى إغلاقها في عام 1926.
في 12 ديسمبر 1983، نقلت حكومة حزب العمال المنتخبة حديثًا، بقيادة رئيس الوزراء بوب هوك ومع بول كيتنج كأمين للخزانة، الدولار الأسترالي إلى سعر صرف عائم. منذ التعويم، تذبذب الدولار الأسترالي من أدنى مستوى له عند 47.75 سنتًا أمريكيًا في أبريل 2001 إلى أعلى مستوى له عند 1.10 دولارًا أمريكيًا في يوليو 2011.
في 27 سبتمبر 2012، أعلن بنك الاحتياطي الأسترالي أنه أمر بالعمل على مشروع لتحديث الأوراق النقدية الحالية. ستتضمن الأوراق النقدية المحدثة عددًا من ميزات الأمان الجديدة المستقبلية وتتضمن نقاط برايل لسهولة الاستخدام من قبل الأشخاص ضعاف البصر. صدرت أول أوراق نقدية جديدة (من فئة 5 دولارات) اعتبارًا من 1 سبتمبر 2016، وصدرت الفئات الأخرى في السنوات التالية.